# Гамильтон, Уильям (ботаник)
Уильям Гамильтон (англ. William Hamilton; 1783—1856) — ирландский естествоиспытатель, врач и путешественник.

## Биография
Уильям Гамильтон родился, предположительно, в 1783 году. Его отцом был преподобный Уильям Гамильтон (1755—1797), политический деятель и пастор прихода Клондеваддок, автор работ по геологии Дороги гигантов, в 1797 году убитый.
В 1799 году Уильям поступил в дублинский Тринити-колледж. В 1805 году окончил его со степенью бакалавра искусств, после чего продолжил обучение в колледже Модлин-Холл Оксфордского университета (ныне — часть Хатфуда). В 1808 году Гамильтон получил степень магистра, ещё через год — бакалавра медицины.
До 1817 года Гамильтон на протяжении нескольких лет путешествовал по Вест-Индии. После возвращения в Великобританию Уильям, вероятно, начал подготовку работы по флоре этого региона. В 1821 году он переехал во Францию, где работал при поддержке Никеза Огюстена Дево.
В 1825 году вышла книга Prodromus plantarum Indiae occidentalis. По мнению немецкого ботаника Августа Гризебаха, большая часть видов, описанных в ней, сомнительна, из всех них Гризебах признавал всего два. Игнац Урбан также считал, что многие ранее известные виды были описаны Гамильтоном заново под новыми названиями.
С 1835 по 1846 Уильям Гамильтон, возможно, снова путешествовал по Центральной Америке.
25 мая 1856 года Уильям Гамильтон скончался в своём доме в городе Плимут графства Девон.

## Некоторые научные работы
- Hamilton, W. (1810). The Encheiridion medicum; or, Young Practitioner's Pocket Companion.
- Hamilton, W. (1825). Prodromus plantarum Indiae occidentalis. 67 p.